# Ninanajna
Chansons représentant la Macédoine du Nord au Concours Eurovision de la chanson
Make My Day
(2005) Mojot svet
(2007)
Ninanajna est la chanson représentant la Macédoine au Concours Eurovision de la chanson 2006, à Athènes, en Grèce. Elle est interprétée par la chanteuse Elena Risteska.

## Chanson
La chanson s'inspire de la vie urbaine, même si les paroles en macédonien et en anglais ont des significations complètement différentes. Dans la version macédonienne, Ristesca dit à son amant qu'elle n'aime pas les fans de turbo folk comme lui. Elle lui chante Ninanaina, remplaçant Eminem par la chaîne de télévision folklorique Planeta TV et ne lui permettant pas d'écouter Shakira et Madonna, c'est pourquoi il n'est plus l'homme qu'il lui faut.
En revanche, dans la version anglaise, Ristesca dit à son amant qu'elle fera tout ce qu'il veut, mais que « Si tu veux Ninanajna avec moi, je te dirai quoi faire ». Shakira est également mentionnée ici, bien que dans cette version, Ristesca promet que « Je peux faire danser Beyoncé et Shakira pour toi ».

## Sélection
Specialen Evroviziski Den ("Journée spéciale de l'Eurovision") est la finale de la sélection nationale organisée par Makedonska Radio Televizija. Vingt chansons sont présentées à l'émission qui a eu lieu le 4 mars 2006 dans les studios 2 et 3 de MRT à Skopje parmi les 51 déposées. La chanson gagnante est choisie par le télévote.

## Eurovision

### Demi-finale
Comme la Macédoine ne figurait pas parmi les dix premiers au Concours Eurovision de la chanson 2005, Ninanajna est d'abord présentée lors de la demi-finale le jeudi 18 mai 2006. La chanson est la onzième de la soirée, suivant La Coco-Dance interprétée par Séverine Ferrer pour Monaco et précédant Follow My Heart interprétée par Ich Troje feat. Real McCoy pour la Pologne.
Lors de la performance, Risteska est vêtue d'une chemise rouge avec des perles et d'un pantalon court. Il y a aussi trois danseurs de breakdance vêtus de vêtements streetwear décontractés, ainsi que deux choristes et qui restent derrière elle et se joignent à la danse à certains moments. Les choristes sont Alexandra Pileva et Maïa Sazdanovska.
À la fin du spectacle, la Macédoine est annoncée comme ayant terminé dans le top 10 et se qualifiant par la suite pour la grande finale. Il sera révélé après la finale que la Macédoine a obtenu 76 points et s'est classée dixième.

#### Points attribués à la Macédoine lors de la demi-finale
| 12 points  | 10 points                                   | 8 points                                 | 7 points | 6 points   |
| ---------- | ------------------------------------------- | ---------------------------------------- | -------- | ---------- |
| - Albanie  | - Bosnie-Herzégovine - Serbie-et-Monténégro | - Arménie - Croatie - Slovénie - Turquie |          | - Suisse   |
| 5 points   | 4 points                                    | 3 points                                 | 2 points |            |
| - Bulgarie |                                             |                                          |          | - Roumanie |

### Finale
La chanson est la onzième de la soirée, suivant Never Let You Go interprétée par Dima Bilan pour la Russie et précédant Tornerò interprétée par Mihai Trăistariu pour la Roumanie.
Elena Risteska fait à nouveau la même prestation.
À la fin des votes, la chanson obtient 56 points et finit à la douzième place sur vingt-quatre participants. La Macédoine n'aura pas de sélection directe pour la finale du Concours Eurovision de la chanson 2007.

#### Points attribués à la Macédoine lors de la finale
| 12 points | 10 points                                             | 8 points  | 7 points  | 6 points                        |
| --------- | ----------------------------------------------------- | --------- | --------- | ------------------------------- |
|           | - Bosnie-Herzégovine - Croatie - Serbie-et-Monténégro |           | - Arménie | - Bulgarie - Slovénie - Turquie |
| 5 points  | 4 points                                              | 3 points  | 2 points  |                                 |
|           | - Suisse                                              | - Albanie |           |                                 |